# Кебикова, Виктория Васильевна
Виктория Васильевна Кебикова (бел. Вікторыя Васільеўна Кебікава; род. 1 сентября 1985, Гомель) — белорусский боксёр. Призёр чемпионата мира 2018 года. Призёр чемпионатов Европы 2016, 2018 и 2019 годов. Участница I Европейских игр 2015 года.

## Карьера
Восьмикратная победительница национального чемпионата в весовых категориях до 75 кг (2010—2013, 2015—2017 годы) и до 81 кг (2018 год).
На чемпионате Европы 2016 года в Софии, в Болгарии, завоевала бронзовую медаль в категории до 81 кг.
На чемпионате Европы 2018 года в Софии, сумела вновь стать призёром континентального первенства, завоевав бронзовую медаль чемпионата.
На 10-м чемпионате мира по боксу среди женщин в Индии, в поединке 1/2 финала, 22 ноября 2018 года, белорусская спортсменка встретилась с колумбийской спортсменкой Джессикой Кайседо, уступила ей 1:4 и завершила выступление на мировом первенстве, завоевав бронзовую медаль турнира.
В 2019 году Виктория приняла участие в чемпионате Европы по боксу, который состоялся в Испании. Она добралась до финала, в котором уступила сопернице из Турции и завоевала серебряную медаль чемпионата.
В январе 2021 года Виктория Кебикова (весовая категория 75 кг) выиграла серебро на турнире по боксу «Кубок Наций» в Сомборе (Сербия).
В апреле 2024 года Виктория Кебикова и Арина Данильчик бронзовые призеры чемпионата Европы по боксу 2024 года в Белграде (Сербия).